# Lliga catalana de bàsquet femenina 2022-2023
La XXXIV Lliga Nacional Catalana AON 2022 fou la trenta-quatrena edició de la Lliga catalana de bàsquet. La competició se celebrà des del 30 de setembre fins al 2 d'octubre de 2022 al Pavelló Municipal Girona-Fontajau i fou organitzada per la Federació Catalana de Basquetbol. Hi participaren el Cadí la Seu, vigent campió, Spar Girona, Barça CBS i Club Joventut Badalona, que es classificà després d'haver guanyat la Lliga catalana Challenge.
La competició es disputà en format de final a quatre i es proclamà campió el Cadí la Seu, que aconseguí el seu cinquè títol. A nivell individual, destacà l'actuació de la base catalana Laura Peña, que fou escollida MVP de la final. La competició fou retransmesa en directe pel canal Esport3.

## Quadre de competició
|  | Semifinals        | Semifinals |                       |    | Final | Final |
|  |                   |            |                       |    |       |       |
|  | 30 de setembre    |            |                       |    |       |       |
|  |                   |            |                       |    |       |       |
|  | Cadí la Seu       | 63         |                       |    |       |       |
|  | Cadí la Seu       | 63         | 2 d'octubre 12:00 CET |    |       |       |
|  | Joventut Badalona | 50         |                       |    |       |       |
|  | Joventut Badalona | 50         | Cadí la Seu           | 60 |       |       |
|  | 30 de setembre    |            | Cadí la Seu           | 60 |       |       |
|  |                   | Barça CBS  | 42                    |    |       |       |
|  | Spar Girona       | Barça CBS  | 42                    | 59 |       |       |
|  | Spar Girona       |            |                       | 59 |       |       |
|  | Barça CBS         | 62         |                       |    |       |       |
|  | Barça CBS         | 62         |                       |    |       |       |

## Semifinals
| En negreta = Equip guanyador Pts = Punts Rebs = Rebots Assis = Assistències Val = Valoració Nota: Noms dels equips segons l'època |

### Cadí la Seu vs Club Joventut Badalona
El Cadí la Seu s'imposà al Joventut de Badalona per 63 a 50 i es classificà per disputar la seva onzena final consecutiva des de 2010. Les màximes anotadores del partit foren Alexus Johnson amb 18 punts, per part badalonina, i Laura Peña amb 14, per part alt-urgellenca.
| 30 de setembre de 2022 Acta | Cadí la Seu                                           | 63–50 | Club Joventut Badalona                                          | Pavelló Municipal Girona-Fontajau, Girona Àrbitres: Víctor Mas, Jorge Baena i Eduard Colomer |
| 30 de setembre de 2022 Acta | Resultats per quarts: 20-12, 12-10, 19-13, 12-15      |       |                                                                 | Pavelló Municipal Girona-Fontajau, Girona Àrbitres: Víctor Mas, Jorge Baena i Eduard Colomer |
| 30 de setembre de 2022 Acta | Pts: Peña 14 Rebs: Bahí 9 Assist: Peña 7 Val: Peña 14 |       | Pts: Johnson 16 Rebs: Aviñoa 6 Assist: Aviñoa 3 Val: Johnson 13 | Pavelló Municipal Girona-Fontajau, Girona Àrbitres: Víctor Mas, Jorge Baena i Eduard Colomer |

### Spar Girona vs Barça CBS
El Barça CBS donà la sopresa i guanyà per la mínima a l'Spar Girona per 62 a 59. En el seu debut en la competició, es classificà per disputar la seva primera final. Les màximes anotadores del partit foren Eshaya Muphy, per part gironina, i Kristina Raković, per part santfeliuenca, amb 15 punts respectivament.
| 30 de setembre de 2022 Acta | Spar Girona                                                    | 59–62 | Barça CBS                                                       | Pavelló Municipal Girona-Fontajau, Girona Àrbitres: Josep Maria Olivares, Pol Franquesa i Jordi Domingo |
| 30 de setembre de 2022 Acta | Resultats per quarts: 12-22, 17-15, 20-11, 10-14               |       |                                                                 | Pavelló Municipal Girona-Fontajau, Girona Àrbitres: Josep Maria Olivares, Pol Franquesa i Jordi Domingo |
| 30 de setembre de 2022 Acta | Pts: Murphy 15 Rebs: Araújo 15 Assist: Flores 4 Val: Araújo 21 |       | Pts: Raković 15 Rebs: Guerrero 6 Assist: Cruz 7 Val: Raković 16 | Pavelló Municipal Girona-Fontajau, Girona Àrbitres: Josep Maria Olivares, Pol Franquesa i Jordi Domingo |

## Final
El Cadí la Seu i el Barça CBS disputaren la final de XXXIV Lliga Nacional Catalana el 2 d'octubre de 2022 al Pavelló Municipal Girona-Fontajau. Guanyà el club alt-urgellenc per 60 a 42, que aconseguí el seu cinquè títol. Individualment, destacà l'actuació de la base catalana Laura Peña amb 17 punts, 8 rebots, 5 assistències i 19 de valoració, i que fou escollida MVP de la final. Hi assistiren la secretària general de l'Esport de la Generalitat de Catalunya, Anna Caula, el president de la Federació Catalana de Basquetbol, Ferran Aril, i l'alcaldessa de Girona, Marta Madrenas.
| 2 d'octubre de 2022 12:00 CET Acta | Cadí la Seu                                           | 60–42 | Barça CBS                                                           | Pavelló Municipal Girona-Fontajau, Girona |
| 2 d'octubre de 2022 12:00 CET Acta | Resultats per quarts: 16-13, 17-17, 10-9, 17-3        |       |                                                                     | Pavelló Municipal Girona-Fontajau, Girona |
| 2 d'octubre de 2022 12:00 CET Acta | Pts: Peña 17 Rebs: Peña 8 Assist: Peña 5 Val: Peña 19 |       | Pts: Anderson 12 Rebs: Raković 7 Assist: Canella 4 Val: Anderson 14 | Pavelló Municipal Girona-Fontajau, Girona |

| Cadí la Seu | Barça CBS |

| #           | Jugadora           | Pts | Rbs. | Ass. | Val. |
| ----------- | ------------------ | --- | ---- | ---- | ---- |
| 1           | Taylor Koenen      | 2   | 2    | 0    | -2   |
| 3           | Bojana Kovacevic   | N/D | N/D  | N/D  | N/D  |
| 4           | Laia Raventós      | 2   | 2    | 2    | 2    |
| 5           | Montserrat Brotons | 5   | 0    | 0    | 2    |
| 7           | Georgina Bahí      | 11  | 2    | 1    | 10   |
| 9           | Laura Peña         | 17  | 8    | 5    | 17   |
| 11          | Ariadna Pujol      | 6   | 8    | 1    | 9    |
| 12          | Júlia Soler        | 5   | 2    | 1    | 5    |
| 14          | Paula Strautmane   | N/D | N/D  | N/D  | N/D  |
| 20          | Maria Kostourkova  | 3   | 6    | 0    | 9    |
| 22          | Laia Ribes         | 0   | 0    | 0    | 0    |
| 42          | Jewel Tunstull     | 9   | 7    | 0    | 9    |
| Equip       | Equip              | 0   | 4    | 0    | 0    |
| Total       | Total              | 60  | 41   | 10   | 64   |
| Entrenador  |                    |     |      |      |      |
| Jordi Acero |                    |     |      |      |      |

| Campió de la Lliga Catalana 2022-2023 |
| ------------------------------------- |
| Cadí la Seu Cinquè títol              |
| MVP                                   |
| Laura Peña                            |

| #               | Jugadora          | Pts | Rbs. | Ass. | Val. |
| --------------- | ----------------- | --- | ---- | ---- | ---- |
| 2               | Lucía Navarro     | 0   | 0    | 0    | -1   |
| 3               | Jolene Anderson   | 12  | 5    | 1    | 14   |
| 6               | Júlia Rueda       | 2   | 3    | 0    | 1    |
| 7               | Deva Bermejo      | 0   | 0    | 0    | -1   |
| 8               | Marta Canella     | 2   | 3    | 4    | 2    |
| 10              | Kristina Raković  | 4   | 7    | 1    | 4    |
| 11              | Carolina Guerrero | 4   | 0    | 0    | 2    |
| 12              | Itziar Llobet     | 2   | 2    | 2    | 2    |
| 15              | Anna Cruz         | 2   | 5    | 0    | -2   |
| 24              | Ainhoa López      | 7   | 3    | 1    | 6    |
| 34              | Viktoria Mrcheva  | 5   | 1    | 0    | 2    |
| 44              | Ruth Hamblin      | 2   | 4    | 2    | 2    |
| Equip           | Equip             | 0   | 5    | 0    | 0    |
| Total           | Total             | 65  | 28   | 8    | 54   |
| Entrenador      |                   |     |      |      |      |
| Isaac Fernández |                   |     |      |      |      |